# Janowo (Wiązów)
Janowo (deutsch Johnwitz) ist ein Ort in der Stadt- und Landgemeinde Wiązów im Powiat Strzeliński der Woiwodschaft Niederschlesien in Polen.

## Geographie
Das Angerdorf Janowo liegt drei Kilometer südöstlich von Wiązów (Wansen), etwa 15 Kilometer nordöstlich von Strzelin (Strehlen) und rund 44 Kilometer südöstlich von Breslau in der Nizina Śląska (Schlesische Tiefebene).
Nachbarorte von Janowo sind im Nordwesten Wiązów (Wansen) und im Nordosten Miechowice Oławskie (Mechwitz).

## Geschichte
Nach dem Ersten Schlesischen Krieg 1742 fiel Johnwitz zusammen mit dem größten Teil Schlesiens an Preußen. 
Nach der Neugliederung Preußens gehörte die Landgemeinde Johnwitz ab 1815 zur Provinz Schlesien und war ab 1816 dem Landkreis Ohlau eingegliedert. 1874 wurde der Amtsbezirk Klosdorf gegründet, zu dem die Landgemeinden Deutsch Breile, Jauer, Klosdorf, Mechwitz und Polnisch Breile und die Gutsbezirke Deutsch Breile und Mechwitz gehörten. 1885 zählte der Ort 93 Einwohner.
1939 zählte Johnwitz 103 Einwohner. Bis 1945 befand sich der Ort im Landkreis Strehlen.
Als Folge des Zweiten Weltkriegs fiel Johnwitz wie fast ganz Schlesien 1945 an Polen, wurde in Janowo umbenannt und der Woiwodschaft Breslau angegliedert. Die deutsche Bevölkerung wurde, soweit sie nicht vorher geflohen war, weitgehend vertrieben. Die neu angesiedelten Bewohner waren zum Teil Heimatvertriebene aus Ostpolen. 1999 kam der Ort zum Powiat Strzeliński in der Woiwodschaft Niederschlesien.